# Deuxième arrondissement électoral du Nord (Hazebrouck) de 1830 à 1831
Le 2e arrondissement électoral du Nord était l'une des 8 circonscriptions législatives françaises que comptait le département du Nord  la première année de la Monarchie de Juillet.

## Description géographique et démographique
Le 2e arrondissement électoral du Nord partie intérieure de la Flandre française, située entre la Belgique et le Pas-de-Calais, la circonscription est centrée autour de la ville d'Hazebrouck. 
Elle regroupait les divisions administratives suivantes : Canton de Cassel ; Canton d'Hazebrouck-Nord ; Canton d'Hazebrouck-Sud ; Canton de Steenvoorde ; Canton de Bailleul-Sud-Ouest ; Canton de Bailleul-Nord-Est et le Canton de Merville.

## Historique des députations
| Législature     | Début de mandat | Fin de mandat | Député élu           | Parti politique        | Observations |
| --------------- | --------------- | ------------- | -------------------- | ---------------------- | ------------ |
| Ire législature | 21 octobre 1830 | 31 mai 1831   | Jean-François Warein | Majorité ministérielle |              |